# Gottlieben
Gottlieben är en ort och kommun i distriktet Kreuzlingen i kantonen Thurgau, Schweiz. Kommunen har 340 invånare (2023).
Gottlieben är en av de tre till ytan minsta kommunerna i Schweiz.